# Takashi Miki
Takashi Miki (født 23. juli 1978) er en tidligere japansk fodboldspiller.
Han har spillet for flere forskellige klubber i sin karriere, herunder Bellmare Hiratsuka, Oita Trinita, Nagoya Grampus og Tokushima Vortis.